# Monte Dodge
Il Monte Dodge (in lingua inglese: Mount Dodge) è un picco roccioso antartico, per lo più libero dal ghiaccio, alto 1.760 m, situato alla confluenza tra il Ghiacciaio Holzrichter e il Ghiacciaio Gough, su uno sperone roccioso che scende dalle Prince Olav Mountains, catena montuosa che fa parte dei Monti della Regina Maud, in Antartide. 
Fu scoperto dalla spedizione che attraversava la Barriera di Ross nel 1957-58, guidata dal glaciologo Albert P. Crary (1911-1987). 
La denominazione è stata assegnata in onore del micologo Carroll W. Dodge (1895–1988), che analizzò e pubblicò uno studio sui licheni antartici e i loro parassiti durante la seconda spedizione polare (1933–35) dell'esploratore americano Byrd.